# 제티수

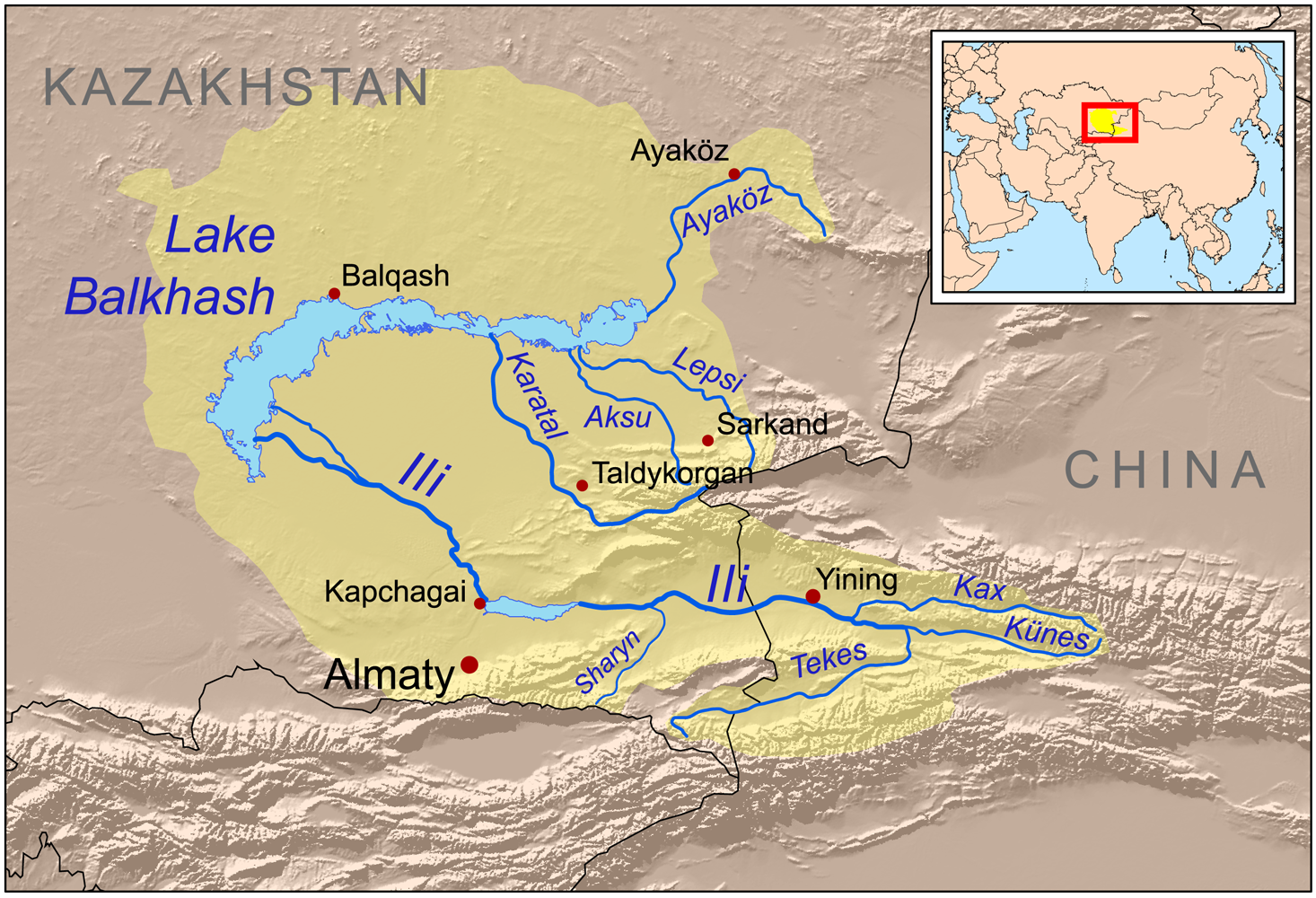
발하시호 유역과 흐르는 강

제티수(Zhetysu)는 카자흐스탄 남동부의 역사적 지명이다. 대략 발하시호 유역을 일컫는다. 오늘날의  알마티주와 유사하며, 오늘날 신장 위구르 자치구에서 이리 카자흐 자치주의 직할로 관리되는 지역도 대체로 발하시호 유역에 속하는데, 러시아 제국은 실제로 이리 지역까지 진출하였다가 이리 조약으로 영유권을 포기한 바 있다. 제티수를 세미레치예라고도 하는데, 러시아 제국의 세미레치예주는 키르기즈스탄 북부의 일부도 포함했다.